# Аибга
Аибга (рус. Аибга, абх. Аибӷа, адиг. Iаебга) планински је масив у западном делу планинског система Великог Кавказа. Налази се на крајњем југозападу Руске Федерације, односно њене Краснодарске покрајине и административно припада Сочинском градском округу. Масив се налази нешто северније од границе са Абхазијом, и једним делом налази се у границама Сочинског националног парка.
Планински масив Аибга чине четири планине: Аибга I (2391 м), Аибга II (2450 м), Аибга III (2462 м) и Црна пирамида (2375). Највиша тачка масива је врх Камени стуб (рус. Каменный Столб) са висином од 2509 метара, који се налази неких 5,5 км југоисточно од планине Аибга III и 13 км југоисточно од Красне Пољане.
На северним обронцима масива налазе се зимски спортски комплекси Алпика Сервис (основан 1992), Планински карусел (основан 2008) и Роза Хутор. На овом локалитету се одржана скијашка такмичења у оквиру Зимских олимпијских игара 2014. чији домаћин је био град Сочи.